# インフィニティ・ウォー
『インフィニティ・ウォー』 (The Infinity War) とは、マーベル・コミックスが1992年に刊行したコミックブックのリミテッド・シリーズ である。本作を中心とする同名のクロスオーバーイベントには、マーベル社のコミックタイトル40号あまりが参加した。シリーズ原作者はジム・スターリン、ペンシラーはロン・リム、イアン・ラフリン、アル・ミルグロム、ジャック・モレリ、クリスティー・シールである。
本作は1991年のクロスオーバー作品『インフィニティ・ガントレット』の直接的な続編であり、翌年にはさらなる続編『インフィニティ・クルセイド』が刊行された。
なお、2018年の映画『アベンジャーズ/インフィニティ・ウォー』は前作である『インフィニティ・ガントレット』が元になっており、本作ストーリーとの直接の関係性はない。

## 刊行履歴
本編のミニシリーズ全6号は1992年の6月から11月にかけて発行された。また『ウォーロック・アンド・ザ・インフィニティ・ウォッチ』誌でも第7号から第10号にかけて（1992年8月 - 11月）重要なストーリーの進展があった。これらの両シリーズはいずれもスターリンが原作を務めた。
それ以外に本作へのタイイン（クロスオーバー参加）を行ったシリーズは以下の通りである。
- Alpha Flight #110-112
- Captain America #408
- Daredevil #310
- Deathlok #16
- Doctor Strange: Sorcerer Supreme #42-47
- Fantastic Four #366 - 370
- Guardians of the Galaxy vol 1 #27-29
- Marc Spector: Moon Knight #41-44
- Marvel Comics Presents  #108-111

- New Warriors #27
- Nomad vol. 2, #7
- Quasar #38-40
- Silver Sable and The Wild Pack #4-5
- Silver Surfer vol. 3, #67-69
- Sleepwalker #18
- Spider-Man #24
- Wonder Man #13-14

これらはいずれも1992年の7月から11月の間に刊行された。What The--?! 誌第20号（1992年8月）には、コミカルな設定のヒーローキャラクターたちが「インフィニティ・ウォート (wart=いぼ)」に悩まされる物語が掲載された。
2018年現在、日本語版は刊行されていない。

## あらすじ
スーパーヒーローのアダム・ウォーロックは「インフィニティ・ガントレット」の所有者として全知全能の力を持つことになった。その力を賢明に使うため、ウォーロックは自らの善と悪の側面をどちらも切り離すことで完全に論理的な存在になろうとする。しかし宇宙を司る強大な存在たちはウォーロックを「審理」にかけ、全能の力を持つには不適格だと「断罪」する。感情を超越したウォーロックは平然とそれを受け入れ、ガントレットのパワー源である一揃いのインフィニティ・ジェムを分割することに同意した。
その裏では、ウォーロックに以前から宿っていた「悪」のペルソナ、メイガスが再び解き放たれていた。メイガスは宇宙を征服してウォーロックとタイタン人サノスに復讐しようと目論み、5個の「宇宙格納ユニット」（別名コズミック・キューブ）を入手すると、その力をもってコズミック・ビーイングの一柱エターニティを無力化する。さらに次元の間隙に拠点を築き、地球のスーパーヒーローたちの邪悪な鏡像であるドッペルゲンガーの軍団を作りだした。宇宙格納ユニットが放つエネルギーを追っていたサノスはメイガスと遭遇し、ウォーロックに警告する。
メイガスはドッペルゲンガーを地球に送り込む。本物と入れ替わった悪のミスター・ファンタスティックは、主だったヒーローをファンタスティック・フォーの本部に呼び集め、ガンマ爆弾で一掃しようとする。しかしインビジブル・ウーマンが爆風を抑え、雷神ソーが放射性物質を宇宙に送って事なきを得る。そこに突如ポータルが開き、偽のサノスを引き連れたメイガスがドッペルゲンガーを連れ去っていく。ヒーローたちは本物のウォーロックがサノスと手を組んだのだと誤認した。
選抜された地球のヒーローはウォーロックのチームであるインフィニティ・ウォッチに戦いを仕掛け、同席していたサノスも応戦する。しかしギャラクタスが訪れて強制的に戦いを終わらせた。一同はメイガスへの対抗策を練る。ウォーロックは再び6個のジェムを合わせるが、インフィニティ・ガントレットは呼びかけに答えない。多元世界の審判者であるリビング・トリビューナルがジェムの機能を制限しているのだった。ギャラクタスは嘆願を行うためトリビューナルの下に向かうが、取次役のエターニティは意識を取り戻さない。
一方、ギャラクタスが去るやいなや、一部始終を観察していたメイガスが突入し、ガントレットとともにウォーロックを拉致していった。メイガスの基地で物語は佳境を迎える。ヒーローの一団がドッペルゲンガーと入れ替えられた人々を救い出す。大宇宙の守護者クエーサーはサノスに焚き付けられ、使用者をも巻き添えにする超兵器アルティメット・ヌリファイアーでメイガスを狙う。そして、異常なエネルギー波を追跡してきた征服者カーンとドクター・ドゥームがメイガスを襲った。メイガスは反撃するため宇宙格納ユニットの下へ向かうが、ユニットは何者かによって盗まれていた。優位に立ったドゥームはガントレットを渡すよう迫る。
まさにその時、ギャラクタスとガモーラがエターニティを回復させ、ガントレットを再起動させた。メイガスの体にパワーが満ち溢れる。ドゥームは容易く退けられ、クエーサーはヌリファイアーを起動させることなく存在を消滅させられる。突入したギャラクタスとヒーローたちも不動のモニュメントへと変えられた。唯一サノスだけはメイガスのパワーの綻びを指摘する。その隙にウォーロックはメイガスに組み付き、ガントレットからエターニティとインフィニティの双子が一体化した存在を呼び起こす。その力を借りたウォーロックはメイガスをソウル・ジェムに封印する。
メイガスが全知全能を得たというのは錯覚だった。その手に落ちたリアリティ・ジェムは偽物であり、本物はウォーロックからサノスに託されていたのだった。ヒーローたちは地球に帰還する。リビング・トリビューナルの意を受けたエターニティは、今後どのような危機が襲おうとも、すべてのジェムの力を合わせることは許さないと宣言する。
そして宇宙のどこかでは、ウォーロックの「善」のペルソナが多数の宇宙格納ユニットに囲まれて瞑想していた。

## 合本
全編を収録した400ページのペーパーバック単行本『インフィニティ・ウォー』が刊行された（2006年4月、ISBN 0-7851-2105-6）。収録号は本編ミニシリーズ全6号、Warlock and the Infinity Watch #7-10、Marvel Comics Presents #108-111である。